# سن مارکوس (کاخامارکا)
سن مارکوس (به اسپانیایی: San Marcos) یک منطقهٔ مسکونی در پرو است که در منطقه کاخامارکا واقع شده‌است. سن مارکوس ۲٬۲۵۱ متر بالاتر از سطح دریا واقع شده‌است.